# Bavaria Yachtbau

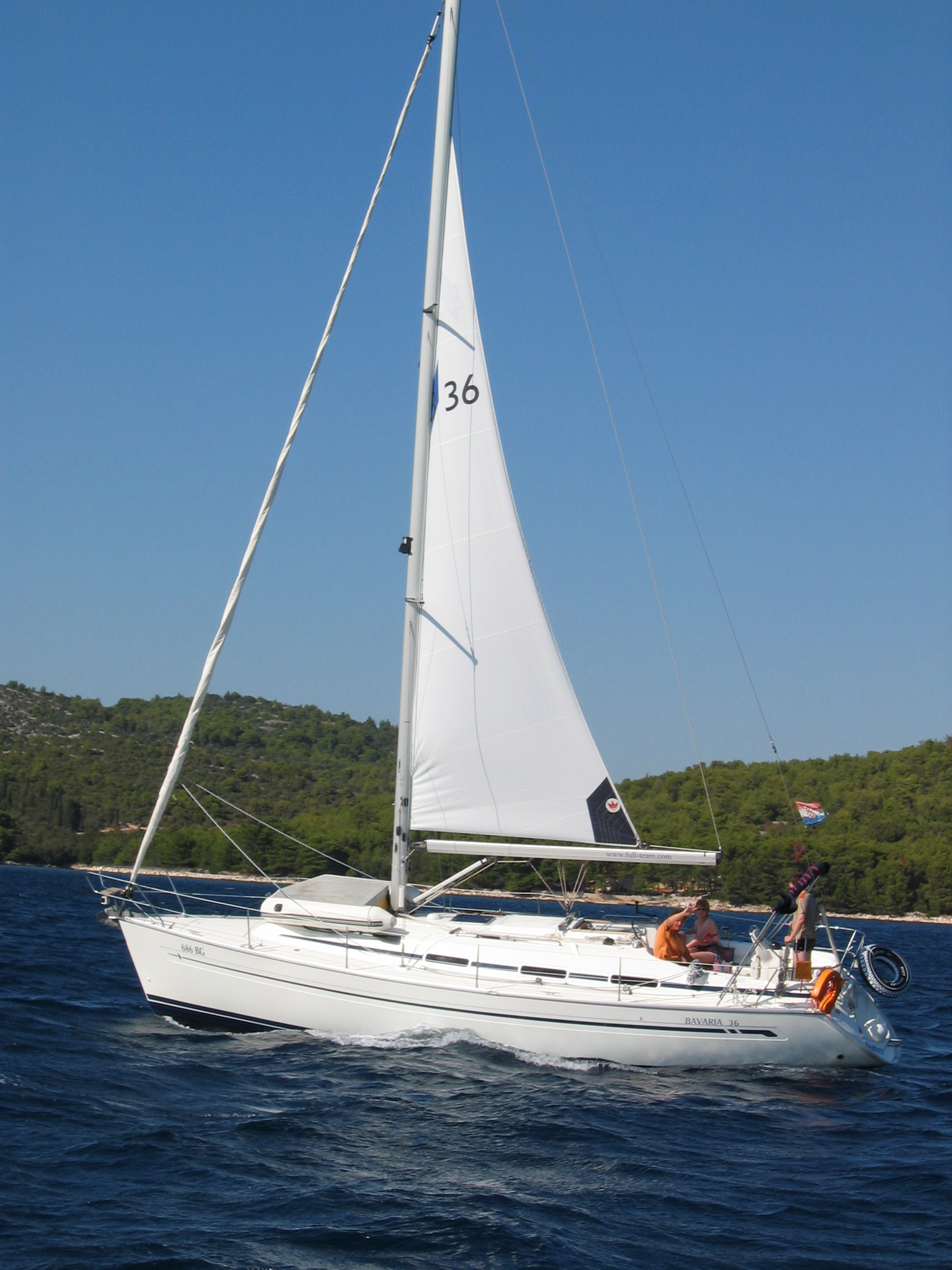
Bavaria 36 jacht żaglowy

Bavaria Yachtbau GmbH – niemiecka stocznia jachtowa, producent jachtów żaglowych i motorowych. Dzięki zorganizowaniu procesu produkcyjnego na zasadach masowej produkcji, zatrudniająca 550 pracowników firma, produkując rocznie ok. 450 jachtów żaglowych i motorowych, stała się jednym z największych producentów w Europie.
Bavaria swoją siedzibę ma w miejscowości Giebelstadt w pobliżu Würzburga, skąd wyprodukowane jachty są transportowane drogą lądową do portów, w których ma nastąpić ich zwodowanie.
Przez szereg lat designerem ich jachtów było renomowane biuro projektowe braci Jakopin J&J Design, od 2008 roku Bavaria nawiązała współpracę z firmami Farr Yacht Design oraz BMW Designworks, a w 2013 r. na wystawie jachtów Boot Düsseldorf firma Bavaria Yachts przedstawiła nową linie produktów, których stylistykę opracowała firma Design Unlimited (UK).
Jachty produkowane przez spółkę Bavaria Yachtbau GmbH cieszyły się dużą popularnością i przez wiele lat stanowiły podstawę floty większości firm czarterowych operujących na akwenach Morza Śródziemnego. Zmiana strategii przedsiębiorstwa, polegająca na przesunięciu profilu działalności w kierunku produkcji jednostek luksusowych, doprowadziła jednak do poważnych problemów finansowych, które postawiły firmę w obliczu ryzyka bankructwa, skutkiem czego w kwietniu 2018 roku do sądu okręgowego w Würzburgu złożony został wniosek o upadłość spółki. Spółkę przed bankructwem uratowało przejęcie jej przez niemiecką spółkę inwestycyjną CMP Capital Management-Partners GmbH

## Jachty dotychczas produkowane
- Jachty żaglowe

- - B/One – 23 ft
  - Cruiser 32 – 32 stopy
  - Cruiser 36 – 36 stóp
  - Cruiser 40 – 40 stóp
  - Cruiser 40S – 40 stóp
  - Cruiser 45 – 45 stóp
  - Cruiser 50 – 50 stóp
  - Cruiser 55 – 55 stóp
  - Vision 42 – 42 stóp
  - Vision 46 – 46 stóp
- Jachty motorowe
  - Sport 28 – 28 stóp (zastąpiony przez model 29s, a od roku 2016 model Bavaria 300 (wersja po faceliftingu))
  - Sport 31 – 31 stóp (Zastąpiony przez model 32s, a od roku 2016 model Bavaria 330 (wersja po faceliftingu))
  - Sport 34 – 34 stopy (Zastąpiony przez model 35s, a od roku 2016 model Bavaria 360)
  - Sport 34 HT – 34 stopy (Zastąpiony od 2016 roku przez model 360HT)
  - Sport 39 – 39 stopy (Zastąpiony od 2016 roku przez model Bavaria 400)
  - Sport 39 HT – 39 stóp (Zastąpiony od 2016 roku przez model Bavaria 400HT)
  - Sport 43 – 43 stopy (zastąpiony przez model 44s, a od roku 2016 model Bavaria 45s)
  - Sport 43 HT – 43 stopy (zastąpiony przez model 44HT, a od roku 2016 model Bavaria 45HT)
  - Virtess 420 Fly – 42 stopy (Produkowany do dzisiaj)
  - Virtess 420 Coupe- 42 Stopy (Produkowany do dzisiaj)